# Clément Vaillant
Clément Vaillant est un juriste français du XVIe siècle et du XVIIe siècle.

## Biographie
Avocat au parlement de Paris, Clément Vaillant est doyen des avocats. Il est l'auteur de plusieurs ouvrages de jurisprudence.
Il est l'oncle de Jean Foy-Vaillant.

## Œuvre

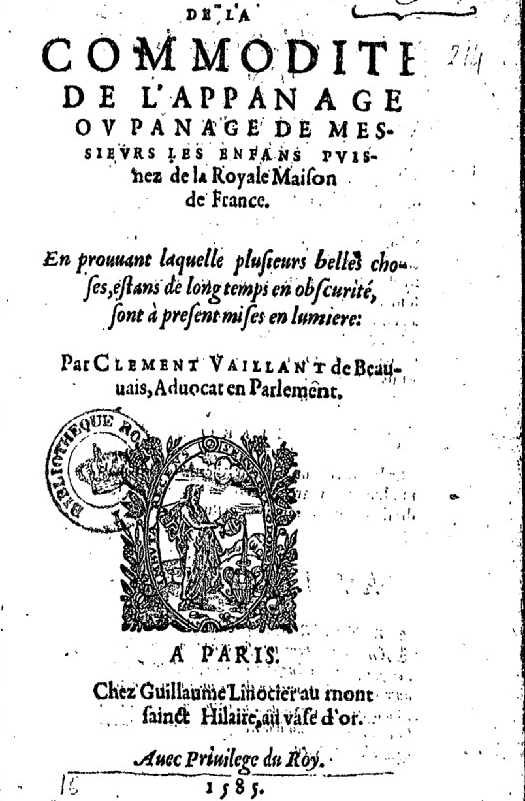
De la commodité de l'appanage ou Panage de Messieurs les enfans puisnez de la Royale Maison de France

- De la commodité de l'appanage ou panage de Messieurs les enfans puisnez de la Royale Maison de France. En prouvant laquelle plusieurs belles choses, estans de long temps en obscurité, sont à présent mises en lumière (Paris, 1585)
- Opuscules par contr-opinions de Clément Vaillant... le premier... Que par l'élévation du vassal à la dignité royale, les fiefs qu'il avoit auparavant ne sont unis au demaine public ; les seconde et troisième, augmentez et r'imprimés pour la seconde fois : II. Que celuy qui peut et veut doit escrire et plaider pour soy ; III. L'interprétation nouvelle de la prophétie testamentaire de Jacob, le sceptre ne sera osté de Juda (Paris : J. Houzé, 1598)
- De la source du fief, et que coulée du droict divin, elle s'est esparse par toutes nations, et que coulée du droict divin, elle s'est esparse par toutes nations (Paris : chez Nicolas Buon, 1600)
- Opuscules par contropinions (1602)
- Arrest notable donné en l'audience de la grand Chambre, le dixiesme jour de décembre 1602. Contenant nouvelle decision, contre nouvelles formes desquelles on usoit aux provisions des benefices vaquans en regalle. Avec les plaidoyers tant de Monsieur Marion advocat du Roy, que de Maistre Clement Vaillant doyen des advocats (Paris : chez Jean de Heuqueville, 1603)
- De l'estat ancien de la France declaré par le service personnel deu par le vassal à son seigneur à cause de son fief, tant profitable que guerrier public & privé, distributions de la iustice qu'honnorable & foy & hommage (1605)

### Sources bibliographiques
- « Vaillant (Clément) », in Louis Moreli, "Le grand dictionnaire historique", 1725
- Denis Simon, "Biblhtb. bifi. des Aut. de Droit."